# Рудницька сільська рада (Піщанський район)
| Рудницька сільська рада — сільська рада у складі Піщанського району Вінницької області з адміністративним центром у с. Рудницьке. Сільській раді підпорядковані населені пункти: - с. Рудницьке |

## Склад ради

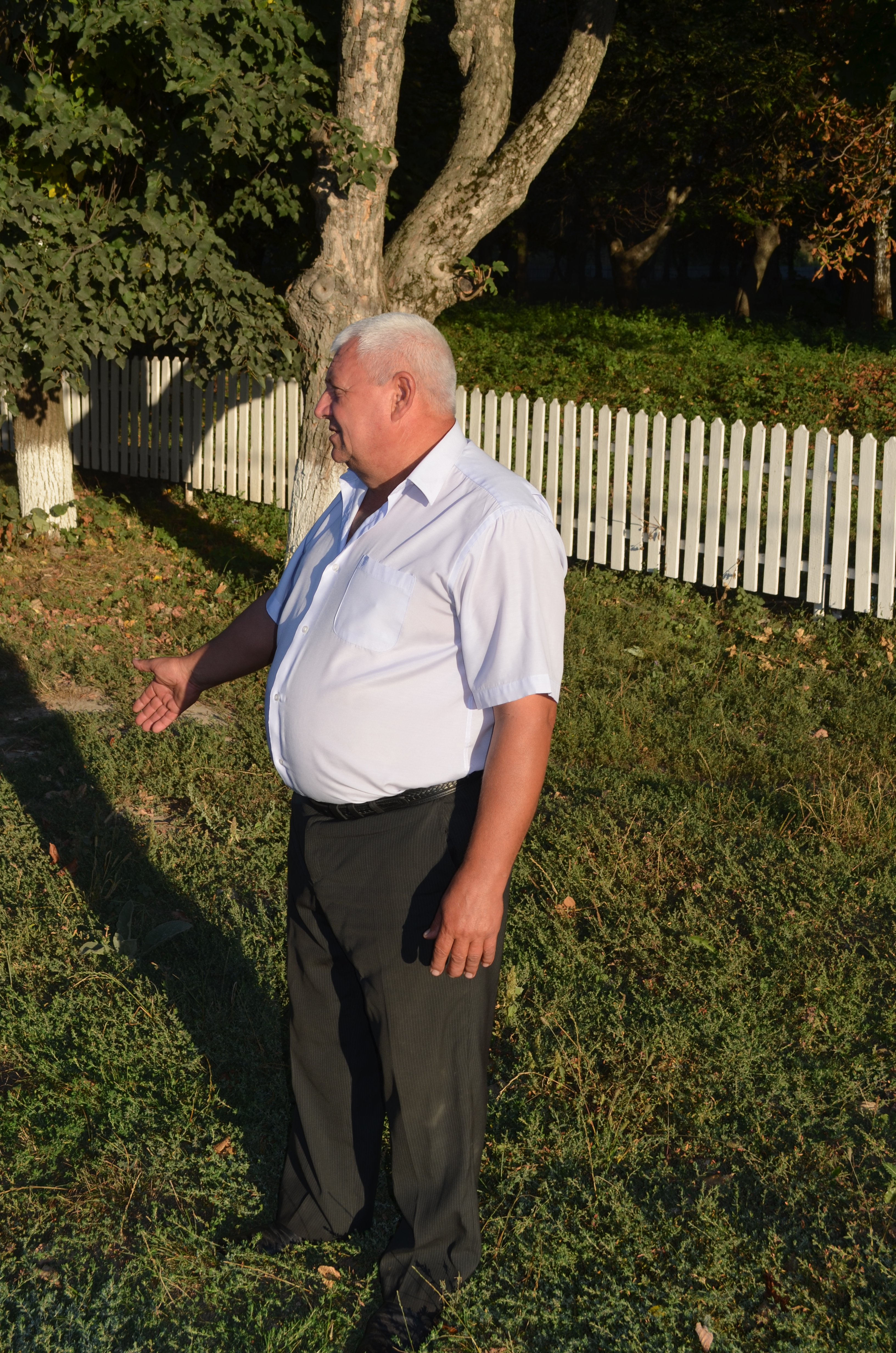
Ткачук Володимир Микитович — Голова Рудницької сільської ради

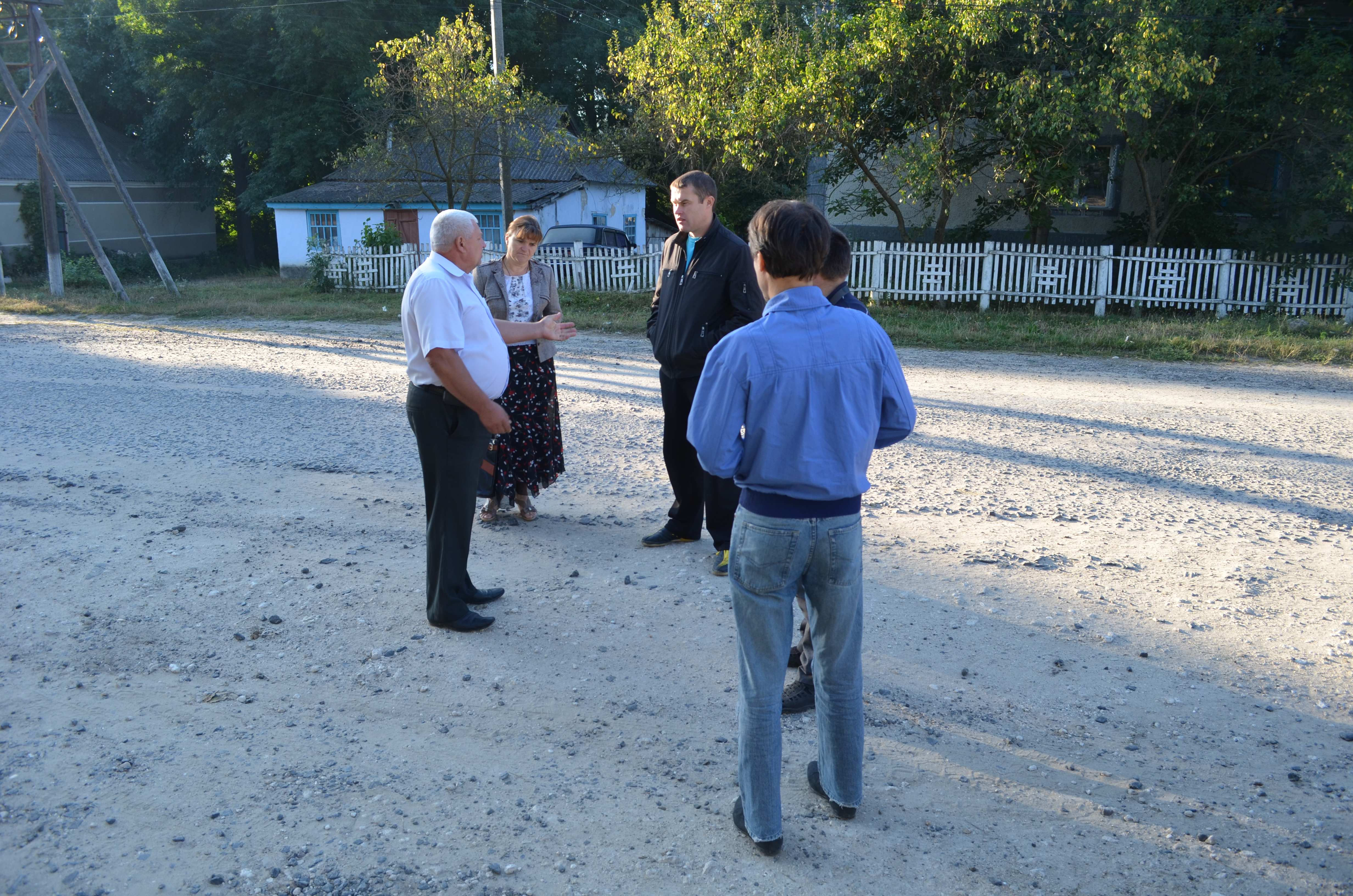
Голова Рудницької сільської ради Ткачук Володимир Микитович та секретар Гичка Галина Олександрівна спілкуються з учасниками Вікіекспедиції

Рада складається з 14 депутатів та голови.

## Керівний склад сільської ради
| ПІБ                        | Основні відомості                                                                       | Дата обрання | Дата звільнення |
| -------------------------- | --------------------------------------------------------------------------------------- | ------------ | --------------- |
| Мантюк Володимир Ульянович | Сільський голова, 1949 року народження, освіта середня спеціальна, член народної партії | 26.03.2006   | 31.10.2010      |
| Ткачук Володимир Микитович | Сільський голова, 1958 року народження, освіта середня загальна, безпартійний           | 31.10.2010   |                 |

Примітка: таблиця складена за даними джерела